# 26-й меридіан західної довготи
26-й меридіан західної довготи — лінія довготи, що лежить на 26 градусів західніше Гринвіцького меридіана. Вона проходить від Північного полюса через Північний Льодовитий океан, Гренландію, Атлантичний океан, Південний океан та Антарктиду до Південного полюса.
26-й меридіан західної довготи формує велике коло разом із 154-тим меридіаном східної довготи.
18 квітня 1941 року, до вступу Сполучених Штатів Америки у Другу світову війну, уряд США визначив цей меридіан як демаркаційну межу між Західною та Східною півкулями. Це вплинуло на планування операції «Пілігрим», у якій Велика Британія планувала окупувати Канарські острови. Після вступу США у війну межа була змінена на 35-й меридіан західної довготи, як вказано на медалі  «За Американську кампанію».

## Список географічних об'єктів, що перетинає 26° зх. д.
Починаючи на Північному полюсі та рухаючись до Південного полюса, 26-й меридіан західної довготи проходить через:
| Координати                                                 | Країна, територія або море | Примітки |
| ---------------------------------------------------------- | -------------------------- | --- |
| 90°0′ пн. ш. 26°0′ зх. д. / 90.000° пн. ш. 26.000° зх. д.  | Північний Льодовитий океан | |
| 83°21′ пн. ш. 26°0′ зх. д. / 83.350° пн. ш. 26.000° зх. д. | Гренландія                 | Проходить через Землю Пірі |
| 83°14′ пн. ш. 26°0′ зх. д. / 83.233° пн. ш. 26.000° зх. д. | Фьорд Фредеріка Хайда[en]  | |
| 83°8′ пн. ш. 26°0′ зх. д. / 83.133° пн. ш. 26.000° зх. д.  | Гренландія                 | Проходить через Землю Пірі |
| 82°10′ пн. ш. 26°0′ зх. д. / 82.167° пн. ш. 26.000° зх. д. | Фьорд Індепенденс          | |
| 82°1′ пн. ш. 26°0′ зх. д. / 82.017° пн. ш. 26.000° зх. д.  | Гренландія                 | |
| 81°36′ пн. ш. 26°0′ зх. д. / 81.600° пн. ш. 26.000° зх. д. | Фьорд Хаген[en]            | |
| 81°29′ пн. ш. 26°0′ зх. д. / 81.483° пн. ш. 26.000° зх. д. | Гренландія                 | Проходить через Землю Мілна |
| 70°32′ пн. ш. 26°0′ зх. д. / 70.533° пн. ш. 26.000° зх. д. | Затока Скорсбісунн         | |
| 70°16′ пн. ш. 26°0′ зх. д. / 70.267° пн. ш. 26.000° зх. д. | Гренландія                 | |
| 68°47′ пн. ш. 26°0′ зх. д. / 68.783° пн. ш. 26.000° зх. д. | Атлантичний океан          | Проходить західніше острова Сан-Мігел, Португалія Проходить східніше острова Сондерс[en], Південна Джорджія та Південні Сандвічеві Острови Проходить східніше острова Монтегю[en], Південна Джорджія та Південні Сандвічеві Острови |
| 60°0′ пд. ш. 26°0′ зх. д. / 60.000° пд. ш. 26.000° зх. д.  | Південний океан            | |
| 75°23′ пд. ш. 26°0′ зх. д. / 75.383° пд. ш. 26.000° зх. д. | Антарктида                 | Проходить через Аргентинську Антарктиду та Британську Антарктичну Територію (претендують Аргентина та Велика Британія) |